# Království
Království (deutsch: Königswald) ist ein Wald in Mähren. Ehemals wichtiger Rohstofflieferant für die Stadt Olomouc, ist der ausgedehnte Auwald heute ein Naturreservat und Rückzugsgebiet für Pflanzen- und Tierarten, die in der intensiv landwirtschaftlich genutzten Hanna-Ebene selten geworden sind.

## Geographie und Geologie
Der Wald liegt etwa 8 Kilometer südöstlich von Olomouc, zwischen Grygov, Majetín, Dub nad Moravou und Charváty. Das knapp 600 Hektar große Gelände gehört zu den Katastern der Gemeinden Grygov und Charváty. Im Westen wird das Reservat vom Lauf der Morávka begrenzt, einem Nebenarm der March. Die östliche Grenze bildet die Eisenbahnlinie zwischen Olomouc und Přerov. Das Terrain ist flach, die durchschnittliche Höhe beträgt 204 m.n.m. Den Untergrund bilden quartäre Sand- und Schottersedimente der March, auf denen sich tiefgründige Tonböden vom Gley-Typus gebildet haben.

## Flora und Fauna
Der vorherrschende Waldtyp ist eine Hartholzaue des Typs Querco-Ulmetum, die aufgrund des abgesunkenen Grundwasserspiegels an vielen Stellen in einen Hainbuchenwald übergeht. In den Auen dominieren Stieleiche, Gemeine Esche, Winter-Linde, Flatterulme, Feldulme, Schwarz-Pappel, Feldahorn und Gewöhnliche Traubenkirsche. In der Krautschicht sorgen Buschwindröschen, Gelbes Windröschen, Hohler Lerchensporn, Wald-Gelbstern und Hohe Schlüsselblume für einen reichen Frühlingsaspekt, später kommt Bärlauch hinzu. Eine Besonderheit stellt das Vorkommen karpatischer Elemente wie der Schaftdolde dar, die hier an der westlichen Grenze ihres Lebensraumes angelangt sind. In Senken und auf feuchten Stellen hat sich Seggenried angesiedelt. Häufig sind hier die Ufer-Segge, Steife Segge, Wasser-Sumpfkresse, Sumpf-Schwertlilie und die gefährdete Wasserfeder zu finden, deren Bestände in periodisch trockenfallenden Tümpeln das Gebiet charakterisieren.

### Gefährdete Pflanzenarten
In dem Reservat wachsen eine Reihe seltener oder gefährdeter Pflanzenarten wie der Breitblättrige Stendelwurz, der Türkenbund und der Echten Seidelbast. Als gefährdet nach der Roten Liste gelten das Lockerblütige Rispengras, der Kaschuben-Hahnenfuß und das Immenblatt. In die Kategorie potentiell gefährdet fallen Rispige Graslilie, Hain-Klette, Echtes Tausendgüldenkraut, Raue Nelke, Rutenförmige Wolfsmilch, Wiesenrauten-Muschelblümchen, Eichenmistel, Weißes Fingerkraut, Hecken-Wicke, Wunder-Veilchen, Weißbeerige Mistel, Südöstlicher Aronstab, Mandelblättrige Wolfsmilch und der Gefingerte Lerchensporn.

### Gefährdete Tierarten
In den Tümpeln leben zwei kritisch bedrohte Krebse (Feenkrebs und Schuppenschwanz). Selten oder gefährdet sind einige der hier vorkommenden Laufkäfer (Hügel-Laufkäfer, Veränderlicher Laufkäfer, Höckerstreifen-Laufkäfer), Amphibien (Teichmolch, Bergmolch, Europäischer Laubfrosch, Springfrosch, Teichfrosch, Erdkröte, Wechselkröte) und Reptilien (Waldeidechse, Zauneidechse, Blindschleiche, Ringelnatter). Der Wald bietet Nistplätze für 63 Vogelarten, darunter Sperber, Wendehals und Pirol, und wird von weiteren 45 zur Nahrungssuche oder als Rastplatz aufgesucht.

## Geschichte und Entwicklung
Ab dem 14. Jahrhundert gehörte der Wald der Stadt Olomouc. Ursprünglich königliches Eigentum, schenkte ihn Wenzel III. (König von Böhmen 1305–1306) den Bürgern der Stadt. Die Schenkungsurkunde erhielt der Stadtrat allerdings erst nach jahrelangem Streit mit dem lokalen Grundherren Unka von Majetín und der Zahlung von 50 Pfund Silber im Jahr 1352. Der Wald wurde als Niederwald gepflegt und diente als Lieferant von Brennholz für die Haushalte und bis in die Neuzeit für die Kalkbrennereien von Grygov. Seit dem Übergang zur Hochwald-Wirtschaft entstanden einige Monokulturen, auch Bestände der hier nicht heimischen Roteiche und von Nadelgehölzen (Fichte, Kiefer, Lärche) wurden angelegt. Das Naturreservat Království wurde 1995 auf 309,47 Hektar ausgerufen. Vorrangiges Schutzziel ist es, die natürliche Zusammensetzung des Waldes zu erhalten oder wiederherzustellen und weitere negative Einflüsse einzudämmen. Zu diesen zählen neben den forstwirtschaftlichen Aspekten die Gehege-Haltung von Stockenten, Fasanen und Truthühnern und vor allem das Absinken des Grundwasserspiegels, der die Umwandlung des Auwaldes in einen Hainbuchenwald weiter beschleunigt. Durch das Reservat führen keine markierten Wege. Der Zutritt ist vom 1. April bis zum 30. Juni und vom 1. August bis zum 15. Oktober nicht gestattet.